# Andrea Farkas
Andrea Farkas (Budapest, 1º settembre 1969) è un'ex pallamanista ungherese.

## Palmarès

### Olimpiadi
- 2 medaglie:
  - 1 argento (Sydney 2000)
  - 1 bronzo (Atlanta 1996)

### Mondiali
- 1 medaglia:
  - 1 argento (Austria/Ungheria 1995)

### Europei
- 1 medaglia:
  - 1 bronzo (Paesi Bassi 1998)